# Hawthornden Castle

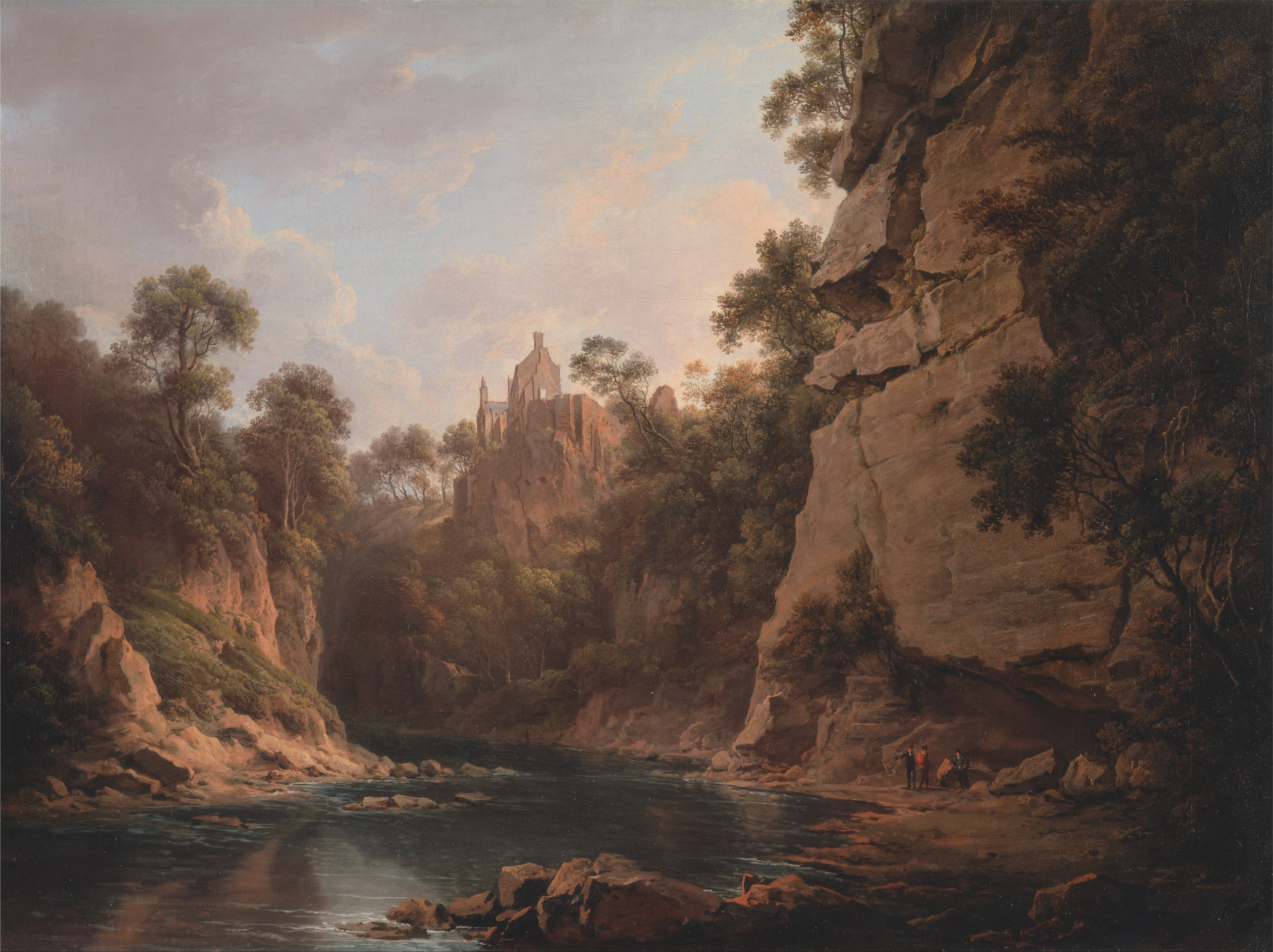
Hawthornden Castle, Gemälde von Alexander Nasmyth um 1820

Hawthornden Castle ist ein Schloss nahe der schottischen Ortschaft Rosewell in der Council Area Midlothian. Es liegt auf einer Anhöhe oberhalb des Ostufers des North Esk. 1971 erfolgte die Aufnahme des Bauwerks in die höchste Kategorie der schottischen Denkmallisten. Des Weiteren waren Teile der Anlage bis 2018 zusätzlich als Scheduled Monument klassifiziert.
Das Schloss befindet sich im Privatbesitz und ist Sitz des Hawthornden Literary Retreat, von wo aus unter anderem die Vergabe des Hawthornden-Preises verwaltet wird.

## Geschichte
Die Gegend um Hawthornden Castle, gelegen an einer dicht bewaldeten Schlucht des North Esk unweit von Edinburgh, gilt seit Jahrhunderten als mystisch und landschaftlich reizvoll. Der Ort war schon vor Jahrtausenden besiedelt. Unterhalb des Bauwerks befindet sich ein Höhlensystem, welches während der Bronzezeit in den Fels gehauen wurde. In den künstlichen Grotten liegen piktische Symbolsteine aus dem 5. bis 9. Jahrhundert n. Chr. Im Mittelalter sollen die Höhlen unter anderem Robert the Bruce sowie schottischen Truppen als Basis und Versteck gedient haben. Als Baronie befand sich Hawthornden seit dem 13. Jahrhundert im Besitz der Lords of Abernethy. Im 14. Jahrhundert erhielten die Earls of Douglas das Lehen. Die ältesten Teile der Burg stammen aus dem 15. Jahrhundert und umfassen die Ruine eines dreistöckigen Wehrturms sowie die südliche Fassade des dreieckigen Innenhofs. Das Schloss wurde 1544 und 1547 während des Rough-Wooing-Krieges von Truppen des englischen Lordprotektors Edward Seymour geplündert.
Um das Jahr 1600 übertrug der König von Schottland, James VI., das Lehen als Laird an den Gentleman Usher Sir John Drummond. Sein Sohn, der Dichter William Drummond of Hawthornden, ließ im Jahr 1638 das heutige Schloss an die Ruine des alten Wehrturms anbauen. Spätestens nachdem Ben Jonson, neben William Shakespeare der bedeutendste englische Dramatiker der Renaissance, im Jahr 1619 zu Fuß von London nach Hawthornden ging und William Drummond besuchte, gilt das Schloss als Inspirations- und Begegnungsstätte für Dichter und Denker. Drummond überließ zwischen den Jahren 1626 und 1636 große Teile seiner beachtlichen Privatbibliothek der Universität Edinburgh. Die Sammlung umfasste literarische Werke, wie frühe Drucke von William Shakespeare sowie historische, theologische, philosophische, juristische, medizinische, naturwissenschaftliche und geographische Literatur. Für die Bibliothek der Universität Edinburgh stellen die rund 800 Schriften aus dem Stiftungsbestand Drummonds einen unschätzbaren Wert dar.
Im Laufe der Jahrhunderte verweilten zahlreiche Schriftsteller, Maler, Künstler und bekannte Persönlichkeiten auf Hawthornden Castle, darunter Wilhelm II. von Oranien, Samuel Johnson, James Boswell, Robert Burns, Lord Byron, Dorothy und William Wordsworth, Walter Scott, William Turner. Für einen Besuch am 14. September 1842 von Queen Victoria und Prinz Albert von Sachsen-Coburg und Gotha wurden die Gänge unter dem Schloss vollständig mit roten Samt ausgelegt, damit die hohen Gäste die Höhlen nebst der piktischen Steine standesgemäß besichtigen konnten. Die damals 23-jährige Königin soll von dem mystischen Ort stark beeindruckt gewesen sein. Der schottische Maler Sir William Allan von der Royal Academy of Arts verewigte ihr den Besuch auf dem Gemälde The visit of Queen Victoria and Prince Albert to Hawthornden. Das Bild befindet sich heute in der Scottish National Gallery und zeigt die königlichen Gäste vor dem Schloss mit Blick auf die bewaldete Schlucht.
Fast alle bekannten britischen Schriftsteller pilgerten einmal in ihrem Leben nach Hawthornden Castle, um sich von dem Ort inspirieren zu lassen. Dies gilt unverändert fort, wobei früher wie heute nur auserwählten Persönlichkeiten der Zugang zu der „Quelle der englischen Literatur“ gewährt wird. Selbst Charles Dickens wurde 1859 auf dem Höhepunkt seines Ruhmes ein Besuch verweigert, wie aus einem damaligen Zeitungsbericht hervorgeht (gekürzte Übersetzung):
„Vor Kurzen besuchte Charles Dickens während eines Aufenthalts in Edinburgh die wunderschöne und zeitlose Landschaft von Hawthornden. Mr. Dickens hatte den Wunsch, sich das Schloss anzusehen. Als er mit seiner Reisegruppe zum Tor kam, weigerte sich die als Cerberus fungierende Wächterin entschieden, sie hereinzulassen. Mr. Dickens war so empört über die Unverschämtheit der alten, runzligen Schottin, die Seiner und Seinesgleichen hoch angesehenen Gesellschaft den Zutritt verweigerte, dass er an seinen Ruhm appellierte und sagte: Meine gute Frau, mein Name ist Dickens und ich kann nicht jeden Tag hierherkommen. Der Cerberus antworte: Ich kenne weder Ihren Namen noch Ihren Ruhm, aber Sie können uns gern entsprechend unserer Regeln nach genehmigter Anmeldung besuchen.“
1918/19 etablierte Alice Warrender (* 1857; † 1947) den Hawthornden-Preis, den ältesten Literaturpreis im Vereinigten Königreich Großbritannien und Nordirland. Er wird in der Regel jährlich an Schriftsteller für ein Literaturwerk verliehen, das in den letzten zwölf Monaten veröffentlicht wurde und sich durch besondere Imagination auszeichnet. Über Alice Warrender ist wenig bekannt. Sie wurde in Hawthornden geboren und war die zweite Tochter von Helen Purves-Hume-Campbell und Sir George Warrender, 6. Baronet of Lochend and Bruntsfield. Die alleinstehende und kinderlose Literatin wollte mit dem Preis junge und phantasiereiche Schriftsteller fördern. Ihr Vermögen übertrug sie 1935 einer Stiftung, der Miss Alice Warrender Foundation for Hawthornden Prize, die neben dem Literaturpreis Einzelpersonen unter anderem Darlehen, Stipendien und Pensionen gewährt. Die Stiftung hat ihren Sitz auf Hawthornden Castle und wird auch kurz Hawthornden Literary Retreat bezeichnet.
Bis 1970 blieb das Schloss im Besitz der Familie Drummond. Der letzte Lord Drummond of Hawthornden überließ das Anwesen seinem Butler, der das Schloss an den Kunst- und Antiquitätenhändler Douglas Adamson aus Edinburgh verkaufte. Die Familie Adamson lebte bis 1985 auf Hawthornden Castle und öffnete Teile des Schlosses der Allgemeinheit. Im Anschluss erwarb die Mäzenatin Drue Heinz, Angehörige der Heinz-Dynastie, die Liegenschaft. Sie ließ 1990 das Schloss aufwändig restaurieren und an die Turmruine eine große Bibliothek anbauen. Seitdem nutzt die Familie Heinz vier Monate im Jahr Hawthornden Castle als Wohnsitz. In der restlichen Zeit dient das Schloss der Hawthornden International Writers’ Fellowship als literarisches Künstlerhaus und steht kreativen Schriftstellern unter bestimmten Voraussetzungen als Inspirations- und Rückzugsort zur Verfügung.

## Hawthornden-Gemeinschaft

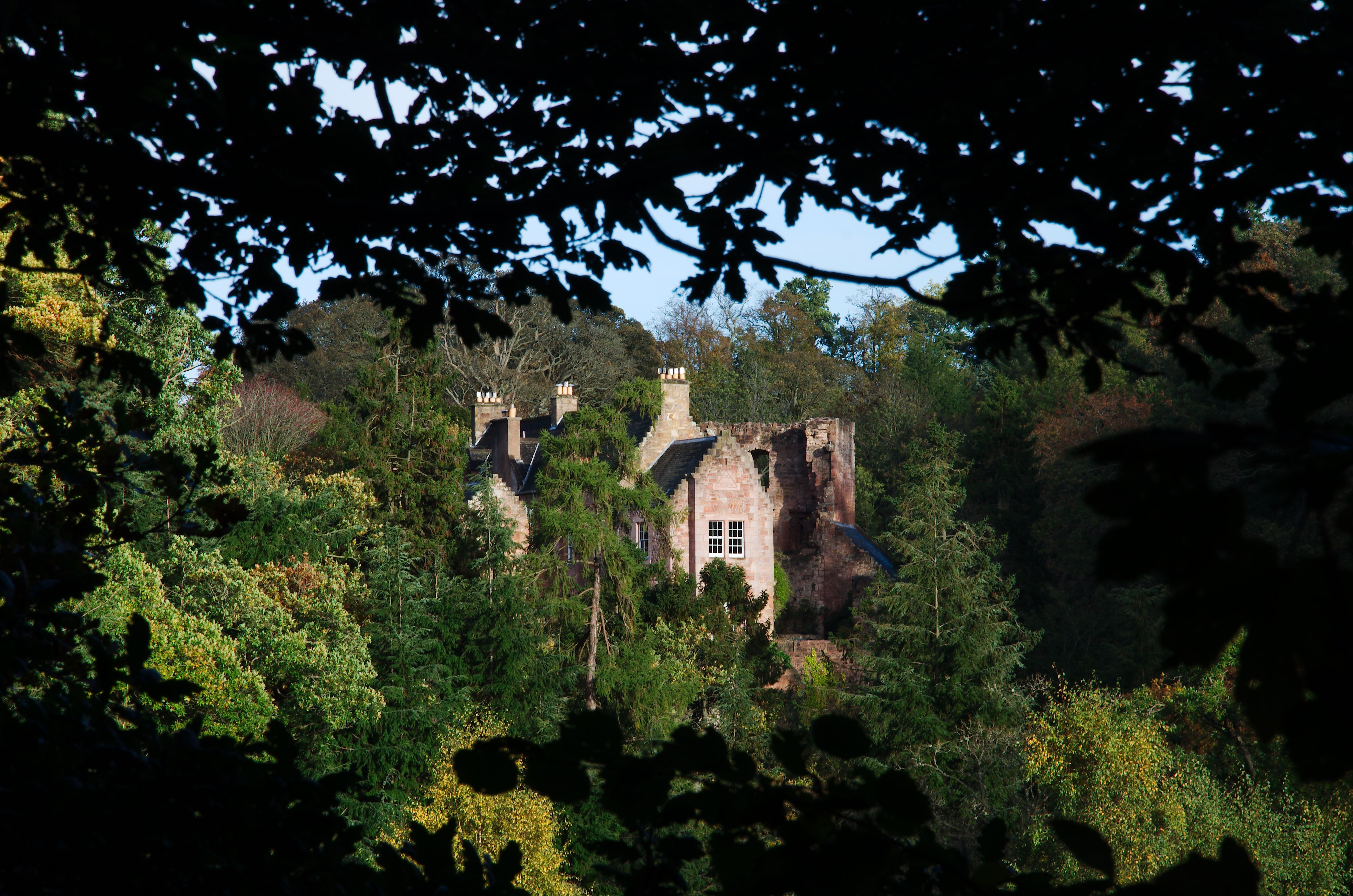
Hawthornden Castle (2013)

1982 wurde auf Hawthornden Castle die Hawthornden International Writers‘ Fellowship gegründet. Die Gemeinschaft bietet auserwählten Autoren aus allen Teilen der Welt einen kostenlosen Aufenthalt für vier Wochen auf Hawthornden Castle an. Diese Besucher werden Hawthornden Fellows (Gefährten) genannt. Sie erhalten keine finanzielle Unterstützung, auch keine Zuschüsse zur Veröffentlichung ihrer Werke oder zu den Reisekosten. Sobald die Gefährten jedoch in Hawthornden ankommen, sind sie vollständig Gast des Hauses, inklusive gemeinsamer Mahlzeiten, Tea time, Sherry time etc.
Bewerben können sich Autoren, die bereits mindestens ein literarisches Werk veröffentlicht haben. Die Unterlagen müssen jeweils bis zum 30. Juni für das folgende Kalenderjahr eingereicht werden. Dazu zählen, neben einem auszufüllenden Fragebogen, ein Lebenslauf und eine veröffentlichte oder unveröffentlichte Arbeit des Autors. Zeitgleich werden nur vier bis fünf Personen, insgesamt jährlich zirka 20 Gefährten angenommen.
Die Auswahl der Gäste wird von einem Gremium getroffen, zu dem unter anderem Persönlichkeiten gehören wie Jonathan Bate, Ian Rankin, John Casey, James Howard-Johnston, George Szirtes. Als Konzeption dient der Leitgedanke, einen Rückzugsort (Retreat) zum Schutz vor den Ablenkungen und Pflichten des täglichen Lebens zu bieten, wo sich Autoren voll und ganz auf ihr Schreiben konzentrieren können. Dementsprechend gibt es auf Hawthornden Castle kein Internet. Mobile Telefone sind unerwünscht, es existiert auch keine Netzverbindung. Besucher sind nicht erlaubt. Anmeldungen oder Bewerbungen können nur schriftlich erfolgen.
Darüber hinaus ist das Komitee des Hawthornden Literary Retreat für die Vergabe des Hawthornden-Preises zuständig, dem ältesten britischen Literaturpreis.

## Bekannte Hawthornden Fellows
Zu bekannten Hawthornden Fellows der letzten Jahre zählen unter anderem:
- Les Murray
- Hilary Spurling
- Pauls Toutonghi
- Andrea Ashworth
- Adam Horovitz
- Marek Šindelka
- Louise Welsh
- Martin Kämpchen
- Andreas von Klewitz
- Daniel Oliver Bachmann
- Kemal Kurt
- Susanne Stephan

## Trivia
Für Personen, die Englisch als Fremdsprache lernen, gilt Hawthornden oft als ein Zungenbrecher; manche können das Wort überhaupt nicht aussprechen. Besondere Berühmtheit erlangte in diesem Zusammenhang der Apfel von Hawthornden. Dieser Kulturapfel wurde Mitte des 18. Jahrhunderts auf Hawthornden gezogen. Wegen seiner reichen Tragbarkeit und Schönheit gelangte der Zufallssämling um das Jahr 1790 auch in deutschsprachige Länder. Da kaum jemand Hawthornden aussprechen konnte, wurde der Name umgangssprachlich wörtlich in Hagedornapfel übersetzt. Der Apfel von Hawthornden ist jedoch keine Kombinationszüchtung mit dem Hagedorn (engl. hawthorn), sondern erhielt seine Bezeichnung nach seinem Entstehungsort: Hawthornden.